# Fedde le Grand
Fedde Le Grand (nascido em 1977, em Utrecht, nos Países Baixos) é um DJ e produtor neerlandês cujo hit "Put Your Hands Up For Detroit" foi grande sucesso em 2007, permanecendo por um longo tempo nas paradas da Europa e Estados Unidos.

## Biografia
Fedde Le Grand nasceu em Utrecht em 7 de setembro de 1977, tendo desde cedo uma destacada vocação para a música fazendo na adolescência suas primeiras gravações. Após concluir o colegial, Fedde começou a se apresentar na boate Danssalon em Eindhoven, uma das casas noturnas mais badaladas dos Países Baixos naquele tempo. Desde 1998, Fedde Le Grand tem tocado nos melhores clubes dos Países Baixos, suas produções são energéticas e bem dançantes. 
Fedde Le Grand é também um dos DJs mais inovadores da atualidade. Ele criou uma fórmula; um grande concerto simultâneo em três avenidas em três diferentes regiões dos Países Baixos, todos com seu próprio som, e a chance para jovens DJs mostrarem seu trabalho junto a DJs consagrados.  
Além de ser DJ e organizar festas em boates, Fedde Le Grand têm produzido músicas desde 2001. Em 2004 se associou aos DJs Funkerman e Raf para criar a Flamingo, uma gravadora independente para divulgar os seus trabalhos. Essa marca permitiu a eles manter suas identidades underground e lançar suas músicas em menos tempo do que se estivessem em outras gravadoras. Eles começaram a se destacar no cenário musical internacional com relançamentos de músicas mixadas licenciadas pelas parceiras Defected, Ministry of Sound e CR2.
Com o relançamento de "Put Your Hands Up 4 Detroit", Fedde Le Grand se tornou conhecido mundialmente. O grupo de hip-hop de Detroit D12 criou uma versão vocal de "Put Your Hands Up for Detroit" lançada no início de 2007. Fedde criou remixes de Sharam, Freeform Five, Roog & Greg, Kurd Maverick, Tall Paul, Pete Tong, Camille Jones, Ida Corr, Anita Kelsey, Mr. V e Robbie Williams. Fedde produziu três álbuns de compilações de músicas regravadas; o ‘Sessions’, pela gravadora Ministry of Sound lançado no início de 2007 e o Top of the Clubs volume 33, lançado pela Kontor em 2006. Seu primeiro álbum ‘Sneakerz’ foi mixado e compilado em parceria com Gregor Salto em maio de 2006.
No final do verão de 2006, "Put Your Hands Up 4 Detroit" ganhou o prêmio ‘#1 summer anthem of Ibiza’. A música alcançou a primeira posição no UK Singles Chart no mês de novembro deste ano. O sucesso ganhou o mundo e Fedde Le Grand passou a ser requisitado para se apresentar em diversos países. Em março de 2007 ele realizou sua primeira turnê internacional passando pela Indonésia, Austrália/Nova Zelândia e Miami. Na Winter Music Conference em Miami –onde sua turnê foi encerrada– Fedde faturou três prêmios International Dance Music Awards; Best Breakthrough Solo Artist, Best Breaks/Electro Sound, e Best Underground House Track. Ele também ganhou dois prêmios, o Danish Deejay Awards e o Australian MTV Award. 
Seu segundo hit "The Creeps", um remix de Camille Jones, alcançou o top 10 do UK Singles Chart. Sua produção ‘Take No Shhh..’ foi o maior hit das paradas dance junto a ‘Just Trippin’. Seu projeto F to the F (com seu parceiro Funkerman) ‘Wheels in Motion’está fazendo o mesmo caminho na Europe. O último remix de Fedde foi "Let Me Think About It", single de Ida Corr, lançado em maio de 2007 e eleito ‘’DanceSmash’’ pela rádio dinamarquesa 538 poucas semanas mais tarde.
Em maio de 2007, Fedde Le Grand realizou uma segunda turnê pelos Estados Unidos e Canadá, terminando na China. Seu primeiro album artístico foi lançado em 2007; Fedde le Grand tem tocado nos festivais de verão mais badalados do Reino Unido e Ibiza.
Fedde Le Grand recentemente se apresentou na versão neerlandesa do Live Earth, um show beneficente simultâneo realizado em 7 de julho. Ele foi parte do conjunto de artistas neerlandeses que se apresentaram em Amsterdã. Fedde tocou o ('hino') tema do Live Earth, Mirror 070707. Poucas horas depois, ele tocou no Sensation White no Amsterdam Arena.

## Discografia

### Álbuns de estúdio
| Título                                                                                        | Detalhe do álbum                                                                            | Posições em paradas músicais |
| Título                                                                                        | Detalhe do álbum                                                                            | HOL                          |
| --------------------------------------------------------------------------------------------- | ------------------------------------------------------------------------------------------- | ---------------------------- |
| Output                                                                                        | - Lançamento: 14 de Setembro de 2009 - Gravadora: Flamingo - Formatos: CD, digital download | 63                           |
| Something Real                                                                                | - Lançamento: 26 de fevereiro de 2016 - Gravadora: Ultra - Formatos: CD, digital download   | 20                           |
| "—" indica que a gravação não foi incluída nas paradas ou não foi distribuída naquela região. |                                                                                             |                              |

## Singles

### Como artista principal
| Título                                                                                        | Ano  | Posições em paradas músicais | Posições em paradas músicais | Posições em paradas músicais | Posições em paradas músicais | Posições em paradas músicais | Posições em paradas músicais | Posições em paradas músicais | Posições em paradas músicais | Posições em paradas músicais | Certificações | Álbum             |
| Título                                                                                        | Ano  | PB                           | AUS                          | AUT                          | BEL                          | FRA                          | ALE                          | SUE                          | SUÍ                          | UK                           | Certificações | Álbum             |
| --------------------------------------------------------------------------------------------- | ---- | ---------------------------- | ---------------------------- | ---------------------------- | ---------------------------- | ---------------------------- | ---------------------------- | ---------------------------- | ---------------------------- | ---------------------------- | ------------- | ----------------- |
| "Put Your Hands Up for Detroit"                                                               | 2006 | 5                            | 8                            | 56                           | 14                           | 34                           | 59                           | 33                           | 61                           | 1                            | - BPI: ouro   | Non-album singles |
| "Just Trippin"                                                                                | 2006 | 40                           | —                            | —                            | —                            | —                            | —                            | —                            | —                            | —                            |               | Non-album singles |
| "The Creeps" (vs. Camille Jones)                                                              | 2007 | 22                           | 15                           | —                            | 14                           | —                            | 82                           | —                            | —                            | 7                            |               | Non-album singles |
| "Let Me Think About It" (vs. Ida Corr)                                                        | 2007 | —                            | 14                           | 13                           | 21                           | 29                           | 14                           | —                            | 23                           | 2                            | - BPI: prata  | Non-album singles |
| "Scared of Me" (featuring Mitch Crown)                                                        | 2009 | 39                           | —                            | —                            | —                            | —                            | 80                           | —                            | —                            | —                            |               | Output            |
| "Let Me Be Real" (featuring Mitch Crown)                                                      | 2009 | —                            | —                            | —                            | —                            | —                            | 89                           | —                            | —                            | —                            |               | Output            |
| "Long Way from Home" (with Sultan & Shepard)                                                  | 2013 | 90                           | —                            | —                            | —                            | 150                          | —                            | —                            | —                            | —                            |               | Non-album singles |
| "No Good" (with Sultan & Shepard)                                                             | 2013 | —                            | —                            | —                            | 72                           | 60                           | —                            | —                            | —                            | —                            |               | Non-album singles |
| "Where We Belong" (with DI-RECT)                                                              | 2013 | 44                           | —                            | —                            | —                            | —                            | —                            | —                            | —                            | —                            |               | Non-album singles |
| "Tales of Tomorrow" (vs. Dimitri Vegas & Like Mike featuring Julian Perretta)                 | 2015 | —                            | —                            | 64                           | 2                            | —                            | —                            | —                            | —                            | —                            |               | Non-album singles |
| "—" indica que a gravação não foi incluída nas paradas ou não foi distribuída naquela região. |      |                              |                              |                              |                              |                              |                              |                              |                              |                              |               |                   |

### Remixes
- 2004: Anita Kelsey - "Every Kiss"
- 2005: Funkerman & RAF - "Rule The Night"
- 2005: Erick E - "Boogie Down"
- 2005: Funkerman - "The One"
- 2006: Camille Jones - "The Creeps"
- 2006: Erick E feat. Gina J - "Boogie Down"
- 2006: Freeform Five - "No More Conversations"
- 2006: Olav Basoski Feat. Mc Spyder - "Like Dis"
- 2006: Erick E - "The Beat Is Rockin'"
- 2006: Sharam - "PATT (Party All The Time)"
- 2007: Ida Corr - "Let Me Think About It"
- 2007: The Factory - "Couldn't Love You More"
- 2007: Robbie Williams - "King Of Bongo"
- 2008: Martin Solveig - "C'est La Vie"
- 2008: Madonna - "Give It 2 Me"
- 2011: Coldplay - "Paradise"

### Duetos
- 2006: Put Your Hands Up 4 The Wall — Fedde Le Floyd (Fedde Le Grand vs. Pink Floyd)
- 2006: Sexy Hands — Justin Le Grand (Fedde Le Grand vs. Justin Timberlake)
- 2007: What The Shhhh — Fedde Le Grand vs. Fatboy Slim
- 2007: Detroit Satisfaction — Fedde Le Grand vs. Benny Benassi

### Megamixes
- 2007: MySpace Exclusive Mix (Take No Shhh + Put Your Hands Up 4 Detroit + The Creeps + Aah Yeah! + Just Tripin' + Wheels In Motion + Get This Feeling)
- 2007: MySpace Exclusive Mix 2 (Intro Fedde Le Grand + House Music + TBA + Let Me Think About It + Electric Dreams)

### Principais prêmios
- 2006 '#1 summer anthem of Ibiza' – M8, Ibiza
- 2007 Best Dance Video – MTV, Austrália
- 2007 International Deejay – Favorito do ano – DDJA, Dinamarca
- 2007 International Upfront – Lançamento do ano – DDJA, Dinamarca
- 2007 Best Underground House Track – IDMA, Miami
- 2007 Best Breaks/Electro Track – IDMA, Miami
- 2007 Best Breakthrough Solo Artist – IDMA, Miami

## Referencias
1. ↑  «Fedde Le Grand discography». dutchcharts.nl (em neerlandês). Hung Medien. Consultado em 3 de março de 2022
2. ↑  «Fedde Le Grand discography». australian-charts.com. Hung Medien. Consultado em 3 de março de 2022
3. ↑  «Fedde Le Grand discography». austriancharts.at (em alemão). Hung Medien. Consultado em 3 de março de 2022
4. ↑  «Fedde Le Grand discography». ultratop.be (em neerlandês). Hung Medien. Consultado em 3 de março de 2022
5. ↑  «Fedde Le Grand discography». lescharts.com (em francês). Hung Medien. Consultado em 3 de março de 2022
6. ↑  «Fedde Le Grand» (em alemão). GfK Entertainment. Consultado em 3 de março de 2022
7. ↑  «Fedde Le Grand discography». swedishcharts.com. Hung Medien. Consultado em 3 de março de 2022
8. ↑  «Fedde Le Grand discography». swisscharts.com. Hung Medien. Consultado em 3 de março de 2022
9. ↑  «Fedde Le Grand» (select "Singles" tab). Official Charts Company. Consultado em 3 de março de 2022